# Kuchnia estońska

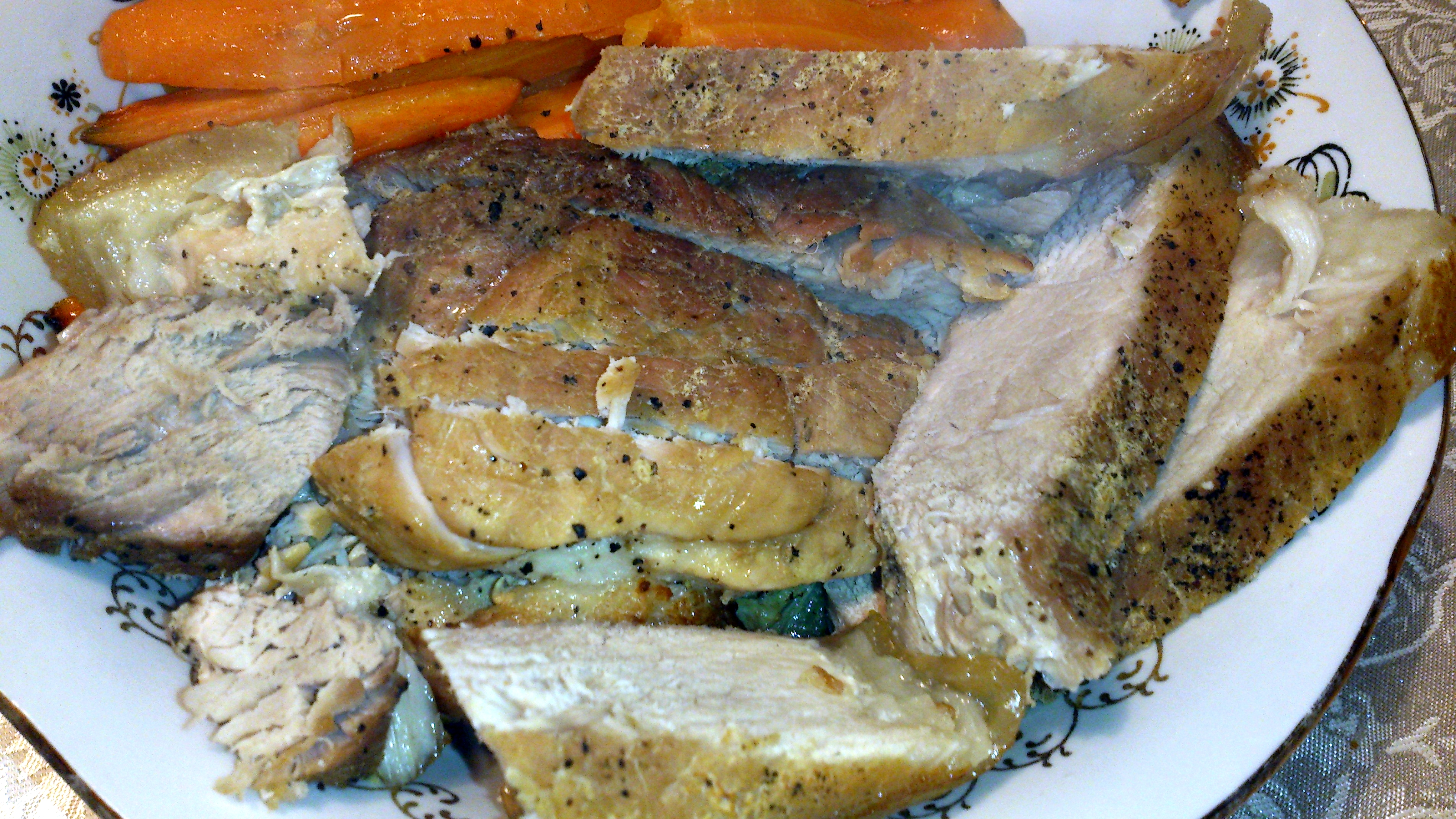
Pieczona wieprzowina

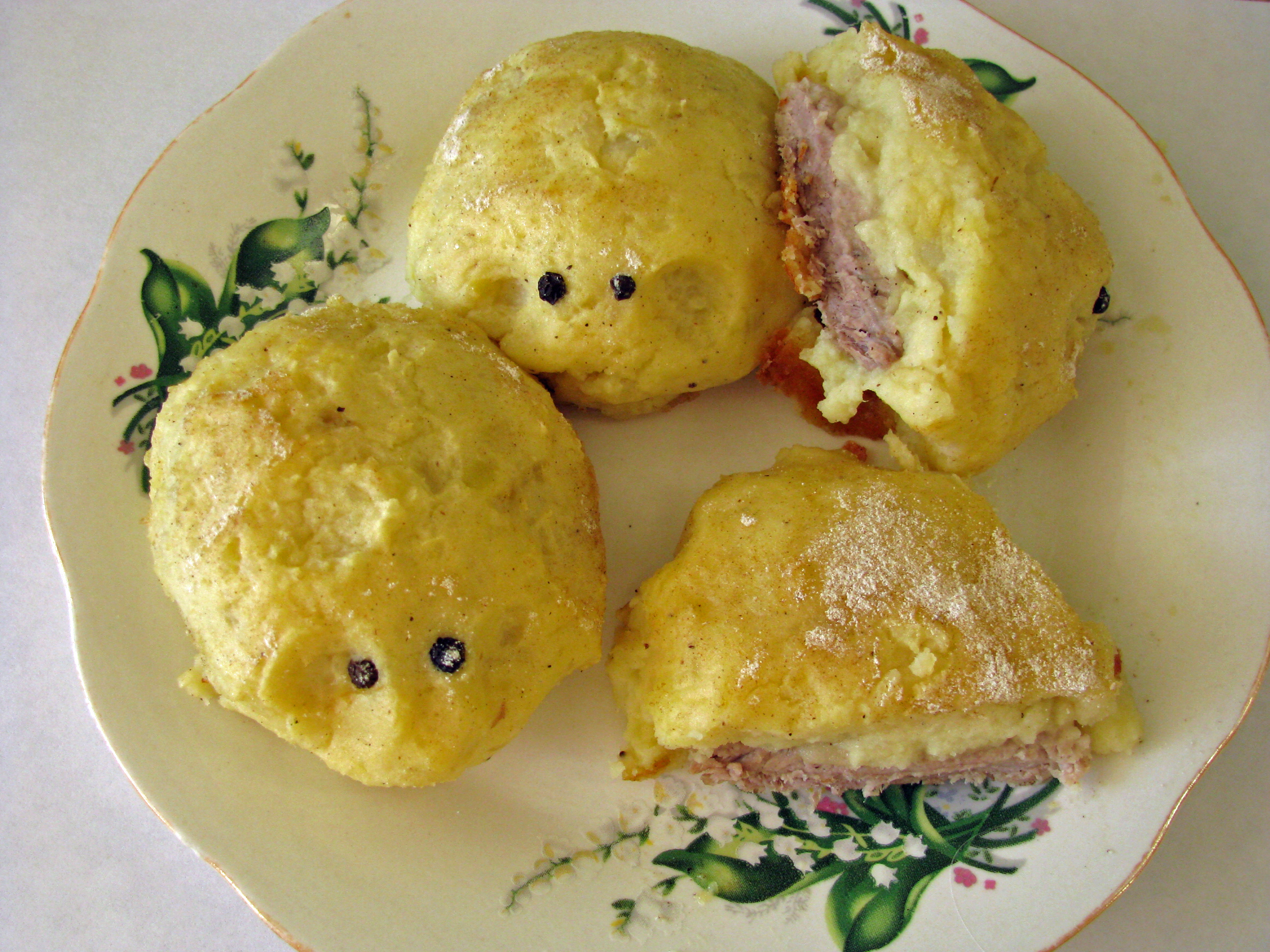
Odmiana pyz z nadzieniem mięsnym

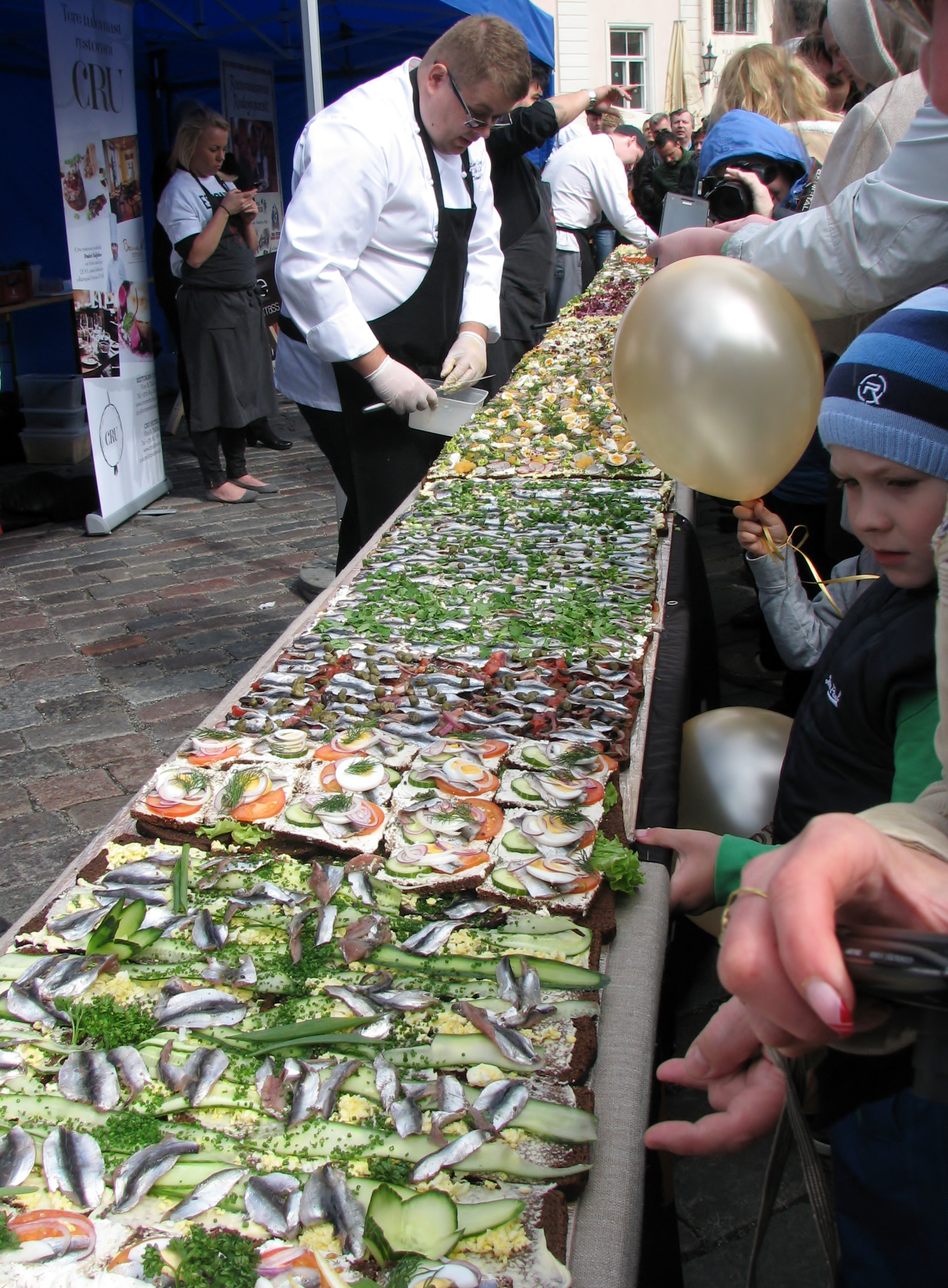
Uliczna sprzedaż kiluvõileib w Tallinnie

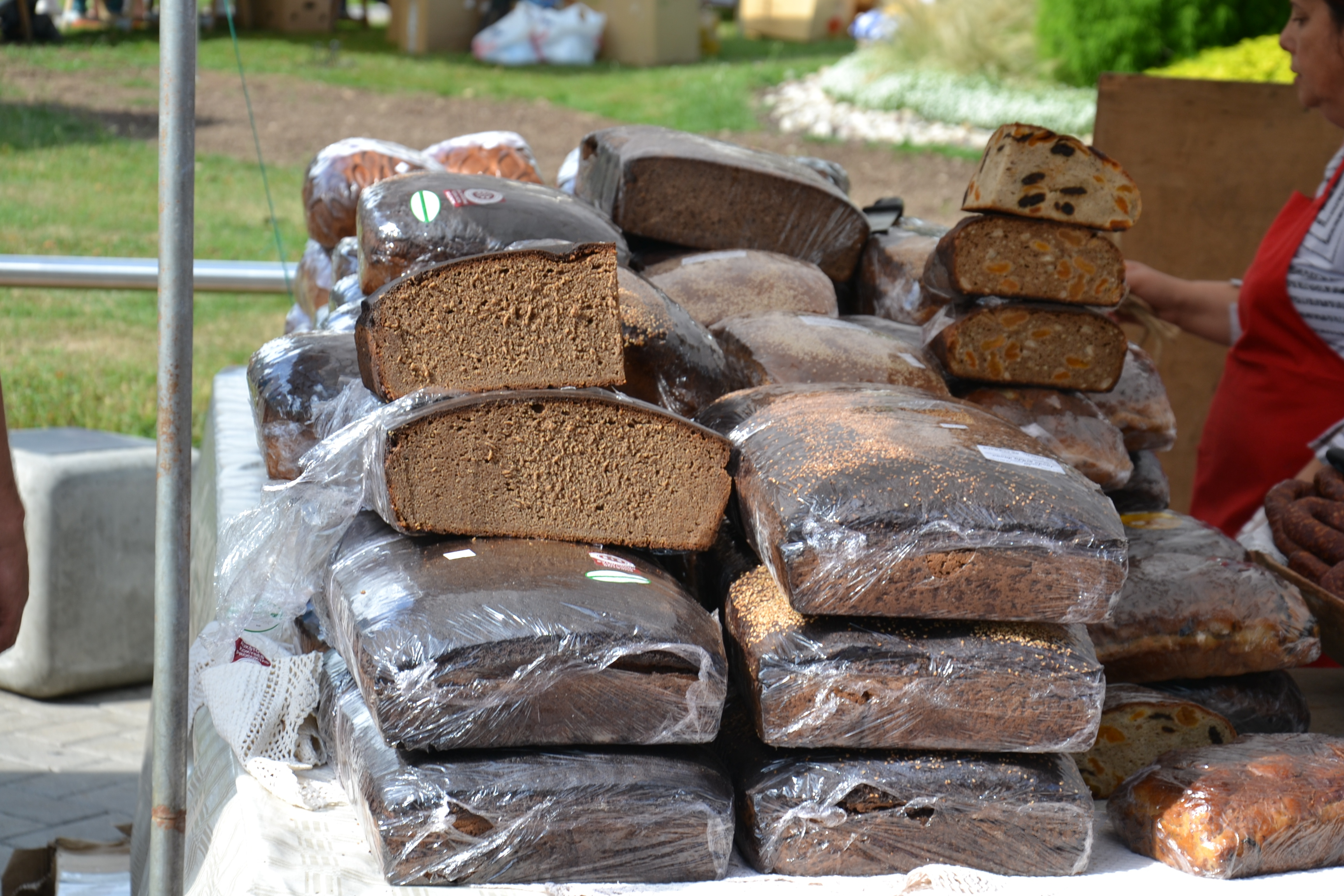
Estońskie chleby w Tartu

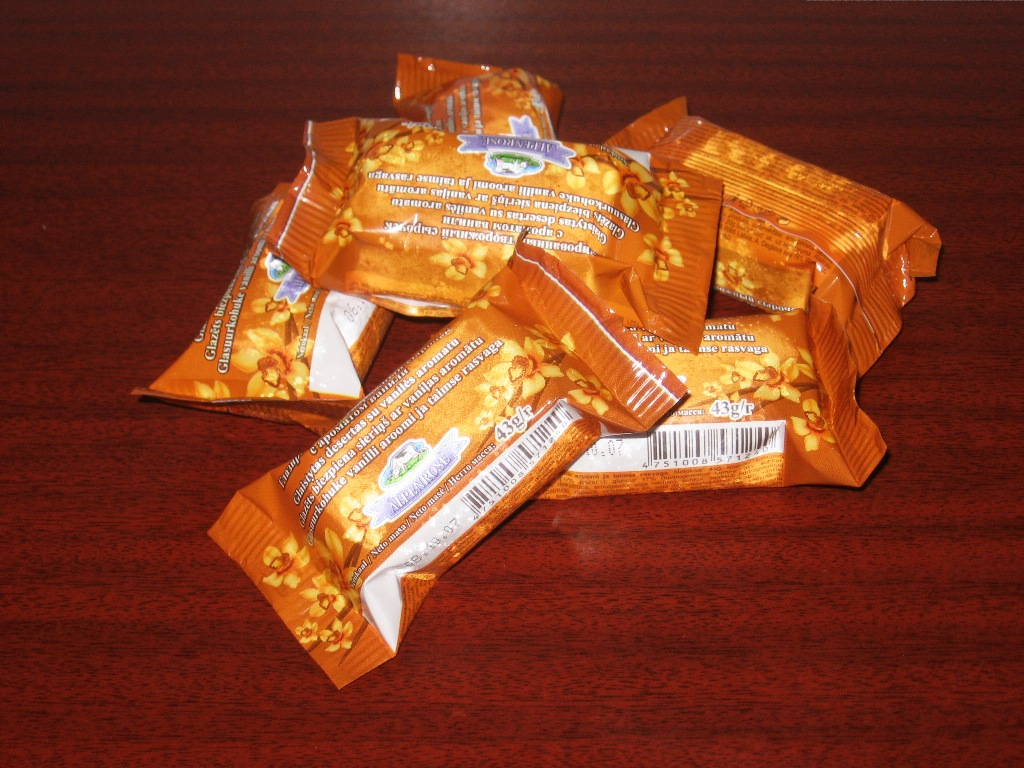
Kohuke – wersja przemysłowa

Kuchnia estońska – narodowa kuchnia Estonii.

## Charakterystyka ogólna

### Tradycja
Kuchnia estońska, z uwagi na położenie kraju w chłodnej części Europy, jest dość prosta, zbliżona do kuchni fińskiej ze znacznymi wpływami kuchni niemieckiej, rosyjskiej i szwedzkiej, która przybyła tu wiekach XVII i XVIII, kiedy Estonia była częścią Szwecji, a kuchnia rosyjska w czasach imperialnych i radzieckich. 
Dominują dania mięsne, rybne (ryby bałtyckie: śledź, okoń, flądra, szprot) oraz mączne, bardzo często jada się chleb (przede wszystkim żytni oraz gruboziarnisty pszenny). Warzywa i owoce spożywane są rzadziej: przede wszystkim kapusta (zwłaszcza kiszona) i rzepa (od XIX wieku także ziemniaki). Kuchnia Estonii  W kuchni estońskiej bardzo ostrożnie używa się wszelkich ziół i przypraw: koperku (do śledzi), majeranku (do kaszanki), kminku (do sera białego), a pietruszki i selera do niektórych zup na bazie mięsnej. Dzięki rozwiniętej hodowli krów popularne jest mleko oraz śmietana, w tym śmietanowe sosy – kastmed. Potrawy słodzi się głównie miodem – w dawnej Estonii cukier był praktycznie niestosowany. Rozległe lasy są źródłem owoców runa leśnego, grzybów (bardzo popularnych) i dziczyzny.
Ziemie Estonii były przez wieki dość ubogie, stąd wiele potraw tamtejszej kuchni jest bardzo prostych i mających przede wszystkimi zaspokoić elementarny głód.

### Współczesność
Po upadku ZSRR kraj stał się atrakcyjny dla turystyki kulinarnej z uwagi na stosunkowo niskie ceny i rozwijającą się sieć dobrych restauracji. Powstały restauracje innych tradycji kulinarnych, a także łączące kuchnię estońską z obcymi. Rozwinęło się też wysokiej jakości ogrodnictwo i sadownictwo. Do menu włączono nieznane wcześniej składniki lub rzadko stosowane. Licznie powstają małe browary, w tym restauracyjne.

## Charakterystyczne dania

### Dania główne
- pieczona i smażona wieprzowina z dodatkiem kapusty i ziemniaków,
- kaszanka również z dodatkiem kapusty i ziemniaków,
- sałaka, czyli śledź bałtycki,
- sült – galart wieprzowy,
- mulgikapsad – sztandarowe danie z kapusty[5],
- kama – drobna kasza z rozdrobnionym grochem polana zsiadłym mlekiem,
- polewka z mąki i krupy,
- kasza jęczmienna[3],
- kiluvõileib – kanapka ze szprotem[4],
- mulgipuder – odmiana purée ziemniaczanego[4],
- zupa z węgorza[2].

### Dodatki

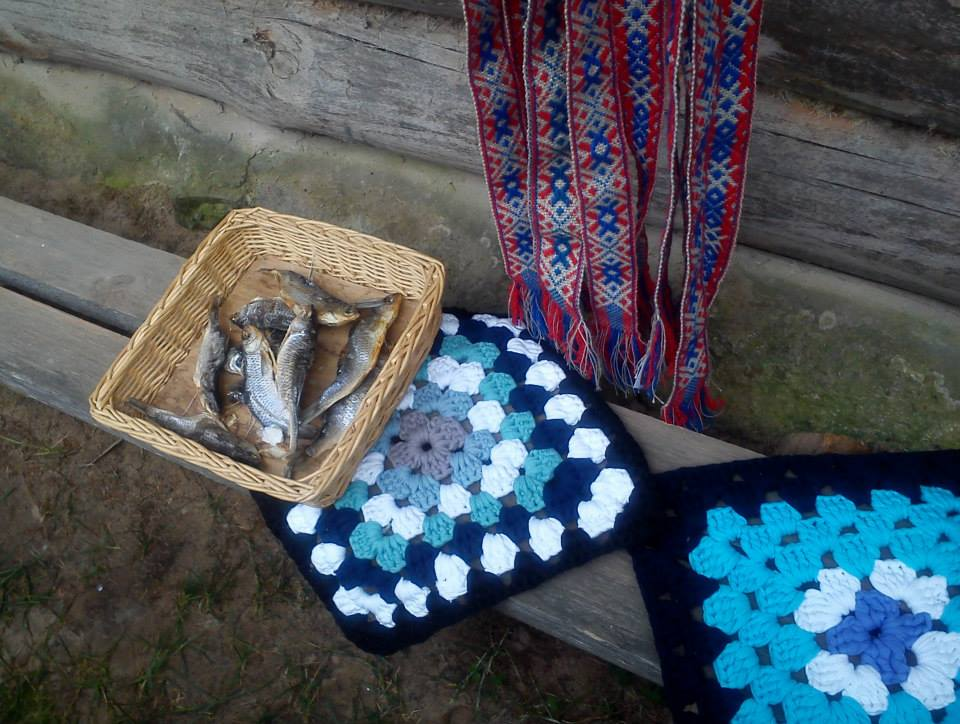
Ryby popularne w regionie Setomaa

- Ryby popularne w regionie Setomaado dań głównych często dodaje się chleb żytni lub pszenny (razowy), także domowego wypieku, ze świeżym masłem - bochenki mają bardzo różne kształty i receptury[1],
- korp – sernik z kminkiem i solą,
- kahja – biały ser z kminkiem[3].

### Desery i słodycze
- owoce, głównie jabłka, orzechy włoskie i orzechy laskowe,
- kringle – ciastka w formie ósemek z kardamonem,
- ciasteczka cynamonowe,
- płaskie ciastka imbirowe,
- kasza manna ugotowana z sokiem żurawinowym i zalana mlekiem[3],
- kohuke – twarożek świeżo wyciskany, często z nadzieniem owocowym (obecnie sprzedawany w formie przemysłowo wytwarzanych batoników)[4],
- kama – mieszanina mąki różnych ziaren, najczęściej jęczmienia, żyta, owsa i grochu używana do różnorodnych wypieków[4].

### Napoje
W Estonii bardzo popularne jest piwo. Pije się też napój na bazie młodego piwa, zabielany śmietaną i słodzony miodem, pity do kahji – białego sera. Popularne są także likiery, w tym najbardziej znany – Vana Tallinn (dodawany m.in. do kawy i deserów). Bardzo popularne jest mleko, także zsiadłe oraz domowe soki owocowe.